# Circinella umbellata
Circinella umbellata är en svampart som beskrevs av Tiegh. & G. Le Monn. 1873. Circinella umbellata ingår i släktet Circinella och familjen Mucoraceae.   Inga underarter finns listade i Catalogue of Life.